# Last Orders
Last Orders es una película dramática de 2001 escrita y dirigida por Fred Schepisi. El guion está basado en la novela Últimos tragos de Graham Swift, ganadora del premio Booker en 1996.

## Trama
El título se refiere a la última llamada del propietario de un pub y a los últimos deseos de un moribundo, en este caso Jack Dodds (Michael Caine), un carnicero del sur de Londres que influyó mucho en cuatro hombres a lo largo de su defectuosa pero decente vida. El cuarteto se reúne para esparcir las cenizas de Jack en Margate, donde esperaba retirarse a una pequeña cabaña junto al mar con su esposa Amy (Helen Mirren), un sueño que nunca se cumplió.
Los cuatro son: un jugador profesional de carreras de caballos Ray Johnson (Bob Hoskins), también conocido como Lucky, que luchó junto a Jack durante la Segunda Guerra Mundial y ha sido su mejor amigo desde entonces; el exboxeador Lenny (David Hemmings), que siempre está dispuesto a resolver una discusión con los puños; el enterrador Vic (Tom Courtenay), que actúa como una especie de amortiguador; y el hijo de Jack, Vince (Ray Winstone), un comerciante de autos de lujo usados, cuya relación con su padre nunca se recuperó del todo cuando, cuando era niño, se enteró de que su verdadera familia murió en un bombardeo en tiempos de guerra y Jack y Amy acogieron al bebé huérfano, y lo criaron como propio.
Mientras el cuarteto viaja desde Londres en coche para llevar a cabo el pedido de Jack, con paradas en la Catedral de Canterbury, el Chatham Naval Memorial, la granja de lúpulo donde Jack y Amy se conocieron y un par de pubs, recuerdan a su amigo.
Amy emprende su propio viaje para visitar a su hija, June (Laura Morelli), que tiene dificultades de aprendizaje y fue institucionalizada poco después de su nacimiento, cincuenta años antes. A lo largo de los años, Jack apenas reconoció su existencia, pero Amy la visitaba fielmente semanalmente, a pesar de que June no tenía idea de quién era ni por qué la visitaba.
A través de frecuentes flashbacks que se extienden a lo largo de seis décadas, los detalles de los eventos que llevaron a estas personas a este punto de sus vidas se desarrollan lentamente, revelando en última instancia la importancia de la amistad y el amor.

## Elenco
- Michael Caine como Jack Dodds
- JJ Feild como Young Jack
- Tom Courtenay como Vic Tucker
- Cameron Fitch como Young Vic
- David Hemmings como  Lenny
- Nolan Hemmings como Young Lenny
- Bob Hoskins como Ray Johnson
- Anatol Yusef como Young Ray
- Helen Mirren como Amy Dodds
- Kelly Reilly como Young Amy
- Ray Winstone como Vince Dodds
- Stephen McCole como Young Vince
- Laura Morelli como June Dodds
- George Innes como Bernie

## Producción
Según el sitio web oficial de la película, la productora Elisabeth Robinson y el guionista y director Fred Schepisi estaban preparando un largometraje sobre Don Quijote en 1997 cuando ella le llamó la atención sobre la novela de Graham Swift. Los dos adquirieron los derechos cinematográficos del libro y Schepisi comenzó a trabajar en su adaptación, completando el primer borrador del guion en febrero de 1998. Schepisi conoció a posibles miembros del reparto y llegó a compromisos con Michael Caine, Tom Courtenay, Bob Hoskins y Ray Winstone.
Nik Powell, director de la productora independiente Scala, firmó como productor ejecutivo y durante el verano de 2000 contrató a Rainer Mockert y MBP, con sede en Alemania, para ayudar con la financiación. La fotografía principal comenzó en octubre de ese año y duró nueve semanas. Las ubicaciones incluyeron las áreas londinenses de Peckham y Bermondsey, Eastbourne, Canterbury, Chatham, Margate y Rochester.  Los interiores se rodaron en los estudios Pinewood de Buckinghamshire.

## Estreno
La película se estrenó en el Festival Internacional de Cine de Toronto en septiembre de 2001 y se proyectó en el Festival de Cine de San Sebastián, el Festival de Cine de Varsovia, el Festival de Cine de Reykjavik y el Festival de Cine de Londres antes de estrenarse en Estados Unidos el 7 de diciembre de 2001. El estreno en el Reino Unido fue el 11 de enero de 2002.
Recaudó 2.329.631 dólares en Estados Unidos y 4.544.261 dólares en los mercados extranjeros para una taquilla mundial total de 6.873.892 dólares. 

## Recepción
En el agregador de reseñas Rotten Tomatoes, la película tiene una puntuación del 79% según 91 reseñas, con una calificación promedio de 7/10. El consenso de los críticos del sitio web dice: "Con un elenco que incluye algunos de los mejores talentos interpretativos de Gran Bretaña, Last Orders es una pieza gratificante basada en personajes".  En Metacritic, la película tiene una puntuación promedio ponderada de 78 sobre 100 basada en 31 críticas, lo que indica "críticas generalmente favorables". 
A. O, Scott, del New York Times, observó: "Para el señor Schepisi... el principal desafío debe haber sido cómo traducir a la luz y la sombra del cine la gravedad específica de la prosa del señor Swift, con sus múltiples narradores y su lirismo cockney minimalista" ... [Él] ha tenido éxito más allá de toda expectativa... En el pasado, el Sr. Schepisi ha utilizado su sentido visual elegante y modesto y su sensibilidad instintiva para las idiosincrasias de los actores para abrir las obras de dramaturgos como David Hare (Plenty) y John Guare (Six Degrees of Separation). Last Orders, aunque bastante diferente en tema y estructura, comparte con estas películas un asombro silencioso y divertido ante las complejidades del carácter humano y una renuencia a meterlas en convenciones narrativas, o deducir moralejas obvias." 
Edward Guthmann, del San Francisco Chronicle, calificó la película como "un drama enervado y demasiado silencioso que debería haber sido mucho más animado, considerando el fantástico elenco" y agregó: "Los actores hacen lo mejor que pueden, particularmente la impecable Mirren, pero Schepisi dibuja un sudario" de casta monotonía en sus escenas y se basa en una partitura que agota la energía... La acción se mueve constantemente entre el presente y el pasado, lo cual no es un mal esquema narrativo, pero cuando se hace con tanta deliberada frecuencia, sentimos como si estavuéramos mirando por encima del hombro de Schepisi mientras él nos diagrama toda la historia". 
Peter Travers de Rolling Stone la llamó "una película divertida y conmovedora" y "un deleite obsceno" y comentó: "La actuación es del más alto nivel, pero la magnífica Mirren... es la gloria de la película y su corazón afligido". 
Philip French de The Observer calificó la película como "un estudio conmovedor de los placeres y obligaciones de la amistad, de afrontar la muerte y seguir adelante" y añadió: "Schepisi siempre trata a los actores con simpatía y aquí tiene un reparto perfecto, la mayoría de "Quienes pueden aprovechar sus propias experiencias y las de sus padres. Sin un toque de condescendencia, se sumergen en sus personajes y nunca intentan robarse escenas unos a otros".  Peter Bradshaw de The Guardian dijo: "A veces me sentí más que un poco coaccionado por la emoción que se desplegaba", pero agregó: "[C]asy es sin duda lo que es esta película, además de inteligente, altruista y conmovedor." 
Neil Smith de la BBC dijo: "La trama puede ser un poco sensiblera, pero eso no impide que la adaptación de Fred Schepisi... sea una mezcla suave y conmovedora de road movie y telenovela. Ayuda que el director australiano haya reunido una elenco de primera... La hermosa fotografía en pantalla ancha de Brian Tufano y la excelente música de Paul Grabowsky convierten este melodrama bastante provinciano en algo realmente especial." 
Time Out New York la describió como "sobria, incluso de tono elegíaco y elegantemente filmada" y agregó: "En el centro de la película hay un intento de sugerir la naturaleza extraordinaria de la gente común y corriente, y si no logra alcanzar la profundidad, aún así logra una de las representaciones y homenajes más gratificantes y auténticos al estilo de vida cockney de los últimos años". 

## Premios y nominaciones
La película ganó el premio de la Junta Nacional de Críticas a la mejor actuación de un reparto. Helen Mirren ganó el premio del Círculo de Críticos de Cine de Londres a la mejor actriz de reparto británica. Fred Schepisi estuvo nominado al Premio Satellite al Mejor Guion Adaptado y a la Concha de Oro en el Festival Internacional de Cine de San Sebastián.